# Nepokoje

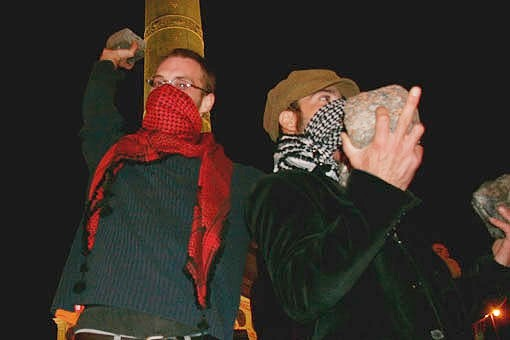
Účastníci nepokojů na sobě často mají šátky, kukly, masky či jiné přikrývky hlavy kvůli nemožnosti identifikace a jako obrana proti slznému plynu; výtržníci také někdy házejí dlažebními kostkami

Nepokoje jsou formy občanského nepořádku charakteristické zpravidla neorganizovanými skupinami, které se obořují náhlým a intenzivním násilím proti autoritám, majetku či lidem. Ačkoli se jedinci mohou pokusit kontrolovat nepokoje, nepokoje se obvykle vyznačují chaotickým chováním a jakožto davový fenomén je zkoumán v rámci psychologie davu.
K nepokojům často dochází kvůli rozhořčení nad stávající situací (např. vězeňské nepokoje). Historicky nepokoje nastaly v důsledku špatných pracovních či životních podmínek, kvůli vládě, útlaku, výběru daní nebo vojenským odvodům, etnickým konfliktům, nedostatečnému zásobování potravinami, náboženství (pogrom) či výsledkům sportovních událostí.
Pořádkové oddíly policie používají proti účastníkům nepokojů celou řadu taktik a zbraní (většinou neletálních) ve snaze rozehnat dav a zatknout výtržníky. Takové policejní oddíly jsou obvykle v plné výzbroji vybaveny přilbou s obličejovým štítem, chrániči a štítem. Policisté používají standardně obušek. Mezi další zbraně, které využívá policie při potlačování nepokojů, patří slzný plyn, pepřový sprej, tasery, gumové projektily, Long Range Acoustic Device (akustické dělo), vodní děla, obrněná vozidla či vycvičené policejní psy. Při nepokojích bývá také nasazována jízdní policie na koních. Během nepokojů používá policie také někdy taktiku kettlingu.